# 萨瓦·莫罗佐夫
萨瓦·莫罗佐夫（俄语：Са́вва Тимофе́евич Моро́зов，1862年2月15日—1905年5月26日）生于俄罗斯帝国莫斯科省奥列霍沃-祖耶沃，俄罗斯纺织业大亨、慈善家，所属的莫罗佐夫家族是俄罗斯20世纪初第五富有的家族。受到马克西姆·高尔基的影响，他和他的亲属曾为布尔什维克大量捐款。